# Farmington (Delaware)
Farmington ist eine Gemeinde im Kent County in Delaware.
Die Gemeinde hat nach der Volkszählung aus dem Jahr 2010 nur 110 Einwohner, die auf einer Fläche von 18 ha leben, was einer Bevölkerungsdichte von 550 Einwohnern je km² entspricht. Farmington ist Teil der Metropolregion Dover, der Hauptstadt von Delaware. In Farmington leben nur Weiße.
Das Jahresdurchschnittseinkommen der 31 Haushalte betrug im Jahr 2000 41.500 US-Dollar. Nur 7 % (5 Einwohner) lebten damals unter der Armutsgrenze.

## Söhne und Töchter
- William Tharp, demokratischer Gouverneur von Delaware zwischen 1847 und 1851